# José Masegosa
José Masegosa Sánchez (Sevilla; 12 de noviembre de 1972), más conocido como Pepe Masegosa, es un exjugador y entrenador de fútbol español y actualmente es entrenador del Calvo Sotelo de Puertollano Club de Fútbol de la Segunda División RFEF.

## Trayectoria

### Como jugador
Fue un jugador formado en la cantera del Bellavista de la capital hispalense. Siendo alevín, se marchó al Sevilla FC, donde fue creciendo hasta llegar al Sevilla Atlético. 
Tras salir del Sevilla FC, Pepe defendió los colores del Real Murcia CF, UD Almería, CD San Fernando, Polideportivo Almería, AD Mar Menor, Motril CF, Racing Club Portuense, Agrupación Deportiva Cerro de Reyes Badajoz Atlético y Coria CF, donde se retiró en 2010.

### Como entrenador
Masegosa empezó en el mundo de los banquillos en la temporada 2011-12, siendo segundo entrenador de Lucas Alcaraz en la UD Almería de Segunda División de España.
En la temporada 2012-13, firma como entrenador del San Fernando CD de la Segunda División B de España. En octubre de 2013, regresa al San Fernando CD al que dirige durante tres temporadas, tras ser destituido en enero de 2016. En su balance en el conjunto gaditano, estaría durante dos temporadas en la Segunda División B de España y otras dos en el Grupo X de Tercera División.
En la temporada 2016-17, se compromete con la Agrupación Deportiva Ceuta Fútbol Club de la Tercera División de España al que dirige hasta. El 19 de diciembre de 2016, sería destituido del conjunto caballa.
En la temporada 2017-18, firma como entrenador del Xerez DFC de la Tercera División de España, al que dirige durante temporada y media, tras ser destituido en febrero de 2019.
En la temporada 2019-20, firma como entrenador del CF Villanovense de la Tercera División de España.
El 15 de enero de 2021, firma como entrenador del Club Deportivo Mosconia de la Tercera División de España, al que dirige hasta el final de la temporada.
El 30 de diciembre de 2021, se compromete con el Calvo Sotelo de Puertollano Club de Fútbol de la Segunda División RFEF.

## Clubes

### Como entrenador
| Club                                       | País   | Año             |
| ------------------------------------------ | ------ | --------------- |
| UD Almería (2º Entrenador)                 | España | 2011-2012       |
| San Fernando CD                            | España | 2012-2013       |
| San Fernando CD                            | España | 2013-2016       |
| Agrupación Deportiva Ceuta Fútbol Club     | España | 2016            |
| Xerez DFC                                  | España | 2017-2019       |
| CF Villanovense                            | España | 2019-2020       |
| Club Deportivo Mosconia                    | España | 2021            |
| Calvo Sotelo de Puertollano Club de Fútbol | España | 2022-Actualidad |